# Earl Burtnett

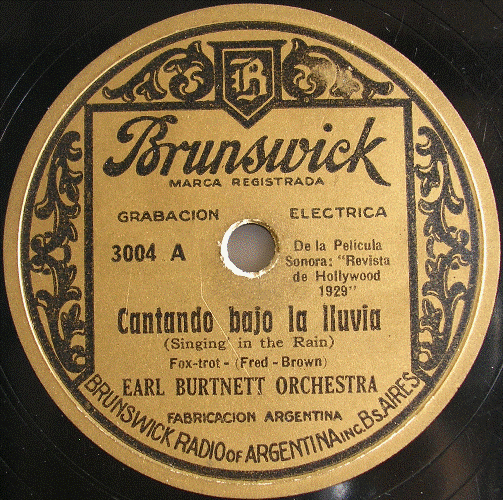
Brunswick 78er von Earl Burtnett: Singin’ in the Rain für den lateinamerikanischen Markt

Earl Burtnett (* 1899 in Harrisburg; † 2. Januar 1936 in Chicago) war ein US-amerikanischer Pianist und Bigband-Leader im Bereich des Jazz und der Populären Musik.

## Leben
Earl Burtnett studierte zwei Jahre an der Pennsylvania State University, brach dann das Studium ab, um 1918 Mitglied der Art Hickman Band zu werden, bevor diese zu Florenz Ziegfeld nach New York ging. Als Hickman sich zur Ruhe setzte, bot er Burtnett an, die Leitung der Band zu übernehmen. Der Erfolg veranlasste ihn Anfang der 1920er Jahre in Los Angeles seine erste eigene Formation zu gründen, mit der er – abgesehen von einem Gastspiel in Miami und einer Tournee durch den Mittleren Westen – an der Westküste der USA auftrat. Dort entstanden auch Radioübertragungen und zahlreiche Aufnahmen für die Labels Columbia und Brunswick.
1924 hatte er einen Hit mit Mandalay, den Earl Burtnett mit Abe Lyman und Gus Arnheim komponiert hatte. Im selben Jahr erschien sein mit Adam Geibel geschriebener Song Sleep. Ein weiterer erfolgreicher Titel seiner Band war Walter Donaldsons Little White Lies. 1928 war seine Version von Sweet Sue, Just You in den Charts auf Platz 3. Ein häufig gecoverter Titel Burtnestts war auch „’leven-Thirty Saturday Night“
Anfang der 1930er Jahre leitete Burtnett die Hotelband des Biltmore Hotels in San Francisco, mit dem Biltmore (Vokal-)Trio entstanden auch Aufnahmen für Brunswick Records. In seiner Band spielten u. a. Freddie Slaxk, Ned Hewitt, Les Houck, Don Dorsey und die Bandsängerin Ruth Lee, die mit dem Song Imagine erfolgreich war. Ein weiterer Bandvokalist war Stanley Hickman. 
1933 begann Burtnett ein 18 Monate währendes Engagement im Rice Hotel in Houston; danach ging er nach Chicago. Dort wurden ihre Auftritte häufig im Sender WGN übertragen; sie spielten u. a. im Blackhawk Ballroom, Lincoln Tavern und lange im Drake Hotel, zuletzt im Trianon Ballroom.
1935 hatten sie Erfolg mit dem Novelty Song The Music Goes Round and Round, den Red Hodgson in Burtnetts Band sang; es entstand jedoch keine Aufnahme, was bald Mike Riley und Eddie Farley nachholten. 
Im September 1935, als er mit seinem Orchester auf Tournee war, erlitt Burtnett einen Verkehrsunfall, bei dem sein Bein brach. Ende des Jahres war er wieder aktiv. Schließlich musste er sich in Chicago einer Blinddarmoperation unterziehen, behauptete jedoch, bereits 1918 operiert worden zu sein, was jedoch ein Irrtum war. Als sich sein Zustand am 24. Dezember 1935 verschlimmerte, wurde er in ein Krankenhaus eingeliefert, wo er am Abend verstarb; er wurde nur 37 Jahre alt. 
Burtnetts Orchester trat auch in zwei Filmen auf, in The Flying Fool (1929) und in The Party Girl (1930). Earl Burtnett war Komponist einiger Songs wie Down Honolulu Way, Sleep und Leave Me With A Smile.
2005 wurde der Song Puttin’ on the Ritz, 1930 für Brunswick von Harry Richman mit Earl Burtnett & His Los Angeles Biltmore Hotel Orchestra aufgenommen, mit dem Grammy Hall of Fame Award ausgezeichnet.